# Danh sách phim VTV phát sóng năm 2024
Đây là danh sách phim do Đài Truyền hình Việt Nam phát sóng trong năm 2024.
←2023 - 2024 - 2025→

## VTV1 - Phim truyện giờ vàng
Những bộ phim này phát sóng từ 21:00 đến 21:30 các ngày từ thứ Hai đến thứ Sáu trên kênh VTV1.
- Lưu ý: Từ ngày 5 đến 15 tháng 3, khung giờ được nối tiếp bởi phiên bản phát hành lại của bộ phim Yêu hơn cả bầu trời (với số tập nâng từ 4 ở bản gốc lên 9 tập).

| Thời gian                                  | Tên                    | Số tập | NSX | Đoàn phim | Bài hát chủ đề | Thể loại                                                      | Ghi chú |
| ------------------------------------------ | ---------------------- | ------ | --- | --- | --- | ------------------------------------------------------------- | --- |
| 18 tháng 3 - 21 tháng 5                    | Lỡ hẹn với ngày xanh   | 44     | VFC | Trần Hoài Sơn (đạo diễn); Chu Hồng Vân, Hoàng Hương, Hà Linh (biên kịch); Huỳnh Anh, Lê Xuân Anh, Minh Thu, Nguyễn Thanh Tuấn, Trịnh Mai Nguyên, Quách Thu Phương, Việt Hoa, Ngô Thu Hương, Ngọc Tản, Hà Đan, Lâm Đức Anh, Thanh Huyền, Danh Thái, Bích Lan, Thiên Kiều, Diễm Hằng, Nguyễn Thị Mai Huê, Trần Đức Sơn, Trần Bảo Nam, Anh Tuấn, Trần Tài, Hải Như... | | Chinh kịch, lãng mạn, khía cạnh cuộc sống                     | Hoãn 3 tập vào ngày 17 tháng 4, 26 tháng 4 và 6 tháng 5 do sự kiện đặc biệt. Tên cũ: Nơi chúng ta thuộc về. |
| 22 tháng 5 - 27 tháng 8                    | Những nẻo đường gần xa | 65     | VFC | Nguyễn Mai Hiền (đạo diễn); Trịnh Khánh Hà, Trịnh Cẩm Hằng, Trịnh Đan Phượng (biên kịch); Vĩnh Xương, Ngô Minh Hoàng, Trần Việt Hoàng, Trần Trung Kiên, Cù Thị Trà, Việt Anh, Nguyễn Bích Thủy, Nguyệt Hằng, Thanh Dương, Đình Chiến, Ngọc Thoa, Phú Kiên, Đỗ Kỷ, Tú Oanh, Văn Hát, Ngân Hoa, Thái An, Đào Thanh Mai, Hà Việt Dũng, Bảo Anh, Huyền Trang, Doãn Quốc Đam, Phương My, Nguyễn Thị Nguyệt, Lâm Đức Anh, Trang Emma, Hoàng Hải Thu, Huyền Sâm, Tiến Ngọc, Kim Dung, Minh Nguyệt, Quang Lâm, Nam Việt, Nguyễn Thị Mai Huê, Hoàng Khánh Ly, Lê Tuấn Thành, Sỹ Lâm, Lê Anh Trình, Trần Đức Sơn, Thùy Linh... | Học cách thương một người Sáng tác: Lê Thành Trung Thể hiện: Bằng Kiều, Phượng Vũ Giấc mơ từ hôm qua Sáng tác: Lê Thành Trung Thể hiện: Bằng Kiều Lời nói là nhói đau Sáng tác: Lê Thành Trung Thể hiện: Hồng Dương M4U, Thanh Hương | Chinh kịch, lãng mạn, khía cạnh cuộc sống, thể thao, tuổi trẻ | Hoãn 5 tập vào ngày 31 tháng 5, 7 tháng 6, 21 tháng 6, và 25 - 26 tháng 7 do sự kiện đặc biệt. Tên cũ: Chân trời rất xanh. |
| 28 tháng 8 - 22 tháng 11                   | Hoa sữa về trong gió   | 56     | VFC | Bùi Tiến Huy (đạo diễn); Đỗ Hương Anh, Đặng Thiếu Ngân, Chu Hồng Vân, Chu Hà Linh, Hoàng Vân Anh (biên kịch); Thanh Quý, Tiến Đạt, Thanh Tú, Ngọc Thu, Bá Anh, Thanh Hương, Tú Oanh, Võ Hoài Anh, Huyền Sâm, Ngọc Quỳnh, Đỗ Thế Gia Long, Chu Diệp Anh, Việt Thắng, Phú Thăng, Trương Thu Hà, Khuất Quỳnh Hoa, Vĩnh Xương, Hoàng Lâm Tùng, Đặng Tất Bình, Thanh Hiền, Phú Kiên, Hoàng Huy, Phương Hạnh, Minh Nguyệt, Diệp Bích, Thanh Dương, Sỹ Hưng, Hàn Trang, Lý Chí Huy, Thanh Tùng, Lương Ngọc Dung, Hương Linh, Phùng Khánh Linh, Tiến Ngọc, Bá Phong, Kim Ngân, Lan Anh, Tiến Việt, Trần Kiên, Anh Trình, Đình Chiến, Đinh Hằng, Trang Anh, Minh Tuấn, Công Đăng, Chu Mạnh Cường, Chu Quỳnh Anh, Bùi Vũ Phong, Khánh An...                                                                     | | Gia đình, tình cảm                                            | Hoãn 6 tập vào ngày 30 tháng 8, 10 tháng 10, 14 tháng 10, 22 tháng 10, 4 tháng 11 và 15 tháng 11 do sự kiện đăc biệt. Tên cũ: Chung một mái nhà. |
| 25 tháng 11 năm 2024 - 14 tháng 3 năm 2025 | Không thời gian        | 60     | VFC | Nguyễn Danh Dũng, Nguyễn Đức Hiếu (đạo diễn); Trịnh Khánh Hà, Huyền Lê, Phạm Ngọc Hà Lê (biên kịch); Mạnh Trường, Lê Xuân Anh, Lưu Duy Khánh, Chí Nhân, Như Quỳnh, Trung Anh, Bùi Xuân Thảo, Quốc Trị, Trang Emma, Trần Việt Hoàng, Đức Hiếu, Tuấn Anh, Bích Ngọc, Bùi Thạc Phong, Phạm Anh Tuấn, Ngọc Thư, Hoàng Công, Phú Kiên, Tô Dũng, Trần Vân, Doãn Quốc Đam, Mạnh Hưng, Sùng Lãm, Huyền Sâm, Trung Đức, Hoàng Triệu Dương, Thanh Dương, Mai Hương, Minh Phương, Ngô Minh Hoàng, Chu Anh Tuấn, Thanh Hà, Yến My, Kim Huyền, Hoa Thúy, Phương Thảo, Sỹ Toàn, Hùng Dũng, Phương Vy, Huyền Anh, Hồng Nhung, Đào Nguyễn Ánh, Phúc Anh, Đình Thân, Văn Hát, Quốc Tuấn, Mạnh Rơi, Diệu Linh, Xuân Trường, Ngọc Minh, Hải Vy, Ngô Thị Bình, Vân Anh, Hải Yến, Linh Hương, Quỳnh Anh, Phạm Đăng Khoa... | | Chính luận, hành động, chiến tranh                            | Hoãn 15 tập vào ngày 29 tháng 11, 3 tháng 12, 5 - 6 tháng 12, 27 tháng 12, 31 tháng 12 năm 2024; 1 tháng 1, 9 tháng 1, 17 tháng 1, 20 tháng 1, 22 - 23 tháng 1, 3 tháng 2, 26 tháng 2 và 10 tháng 3 năm 2025 do sự kiện đặc biệt. Hoãn 5 tập vào các ngày 27 - 31 tháng 1 năm 2025 để phát sóng các chương trình dịp Tết Nguyên Đán Ất Tỵ 2025. Tên cũ: Câu chuyện quá khứ. |

## VTV3 - Phim truyện giờ vàng

### Khung giờ SK Pictures
Những bộ phim này phát sóng từ 20:00 đến 20:30 các ngày từ thứ Hai đến thứ Sáu trên kênh VTV3. 
| Thời gian                                 | Tên                          | Số tập | NSX         | Đoàn làm phim | Bài hát chủ đề                                         | Thể loại           | Ghi chú                                                                                       |
| ----------------------------------------- | ---------------------------- | ------ | ----------- | --- | ------------------------------------------------------ | ------------------ | --------------------------------------------------------------------------------------------- |
| 4 tháng 3 - 30 tháng 7                    | Mình yêu nhau, bình yên thôi | 105    | SK Pictures | Lê Đỗ Ngọc Linh (đạo diễn); Thiên Di, Tiết Kim Oanh, Mai Búp (biên kịch); Thanh Sơn, Trọng Lân, Việt Hoa, Doãn Quốc Đam, Maya, Tú Oanh, Trình Mỹ Duyên, Lưu Duy Khánh, Vi Thường, Trần Chiến, Vũ Thanh Tú, Hoa Thúy, Hằng Nga, Quỳnh Dương, Châu Dương, Vân Anh, Hoàng Triều Dương... |                                                        | Tình cảm, hôn nhân | Hoãn 2 tập vào ngày 25 - 26 tháng 7 do sự kiện đặc biệt. Tên cũ: Những ô cửa trong thành phố. |
| 31 tháng 7 - 18 tháng 10                  | Đi giữa trời rực rỡ          | 58     | SK Pictures | Đỗ Thanh Sơn (đạo diễn); Nguyễn Ngọc Quỳnh Chi, Lê Hải Anh (biên kịch); Lương Thu Hà, Nguyễn Long Vũ, Võ Hoài Vũ, Vương Anh, Yên Đan, Hoàng Khánh Ly, Quỳnh Châu, Hoàng Hải, Đức Khuê, Minh Hải, Vân Anh, Hoàng Xuân, Việt Pháp, Trường Sơn, Phương My...                             | Đi giữa trời rực rỡ Sáng tác & thể hiện: Ngô Lan Hương | Tuổi trẻ, dân tộc  | Tên cũ: Đi về phía mặt trời.                                                                  |
| 21 tháng 10 năm 2024 - 3 tháng 1 năm 2025 | Tuổi trẻ giá bao nhiêu       | 55     | SK Pictures | Nguyễn Đức Nhật Thanh (đạo diễn); F35 Story (biên kịch); Đoàn Thế Vinh, Nhung Gumiho, Lương Ánh Ngọc, Trương Quốc Bảo, Ngân Hòa, Ngô Hải Nam, Huỳnh Anh Tuấn, Công Ninh, Yến Nhi, Huỳnh Trang Nhi...                                                                                  |                                                        | Tình cảm, tuổi trẻ |                                                                                               |

### Phim thứ Hai - thứ Tư
Những bộ phim này phát sóng từ 21:40 đến 22:30 các ngày từ thứ Hai đến thứ Tư trên kênh VTV3.
| Thời gian                                  | Tên | Số tập | NSX | Đoàn phim | Bài hát chủ đề | Thể loại | Ghi chú |
| ------------------------------------------ | --- | --- | --- | --- | --- | --- | --- |
| 11 tháng 3 - 3 tháng 7                     | Trạm cứu hộ trái tim | 51 | VFC | Vũ Trường Khoa (đạo diễn); Nguyễn Thu Thủy, Nguyễn Nhiệm, Thùy Dương, Lương Ly, Đỗ Lê (biên kịch); Hồng Diễm, Quang Sự, Lương Thu Trang, Thúy Diễm, Trương Thanh Long, Vũ Tuấn Việt, Thu Hà, Phạm Cường, Công Lý, Mỹ Uyên, Thu Quế, Đức Hùng, Đặng Trí Đức, Uy Linh, Tú An, Trần Bảo Nam, Vương Trọng Trí, Ngô Thu Hương, Nguyễn Mạnh Cường... | Ai rồi cũng sẽ khác Thể hiện: Hà Nhi Đừng im lặng nữa Thể hiện: Thu Ba | Hôn nhân, Gia đình, Xã hội | |
| 8 tháng 7 - 28 tháng 8                     | Vui lên nào anh em ơi | 21 | VFC | Vũ Minh Trí (đạo diễn); Ngô Tuấn Dương, Nguyễn Thu Trang, Hà Thu Hà (biên kịch); Thái Sơn, Anh Đức, Anh Đào, Huyền Thạch, Hương Giang, Tô Dũng, Nguyễn Hoàng Ngọc Huyền, Linh Huệ, Đức Khuê, Hồng Hạnh, Nguyễn Thanh Bình, Lý Chí Huy, Hà Anh, Ngọc Tản, Phú Kiên, Tiến Huy, Đình Chiến, Hồ Liên, Ngô Quân Anh... Cameo: Nguyễn Hoàng Ngọc Huyền | | Hài hước, nông dân | Hoãn 3 tập phát sóng vào ngày 22 - 24 tháng 7 do sự kiện đặc biệt. Tên cũ: Những kẻ mộng mơ. |
| 2 tháng 9 - 20 tháng 11                    | Cảnh sát hình sự: Độc đạo | 36 | VFC | Phạm Gia Phương, Trần Trọng Khôi (đạo diễn); Phạm Đình Hải, Vũ Liêm (biên kịch); Hoàng Hải, Hồ Phong, Vĩnh Xương, Nguyệt Hằng, Chí Trung, Doãn Quốc Đam, Nguyễn Duy Hưng, Hà Việt Dũng, Phạm Bảo Anh, Hà Trung, Vũ Việt Hoa, Thanh Huế, Nguyễn Mạnh Cường, Đỗ Duy Nam, Bùi Bài Bình, Bá Anh, Đặng Minh Cúc, Phạm Tuấn Anh, Hoàng Công, Phú Kiên, Tạ Vũ Thu, Nông Dũng Nam, Nguyễn Tú, Trương Hoàng, Quốc Quân, Huyền Sâm, Phạm Tất Thành, Trần Hoàng Nhật, Thu Huyền, Trần Hoàng Nhật, Tô Dũng, Ngô Thu Thuận, Lê Ngọc Quang... | | Hình sự, tội phạm, gia đình | Dựa trên phim truyền hình Colombia El Bronx. |
| 25 tháng 11 năm 2024 - 12 tháng 2 năm 2025 | Phát lại phim Mẹ ác ma, cha thiên sứ (22 tập) ra mắt lần đầu tiên trên kênh K+ vào năm 2021, gốc lên 33 tập. Hoãn 3 tập phát sóng vào ngày 27 - 29 tháng 1 vì do dịp Tết Nguyên Đán Ất Tỵ 2025. Sản xuất năm 2021. | Phát lại phim Mẹ ác ma, cha thiên sứ (22 tập) ra mắt lần đầu tiên trên kênh K+ vào năm 2021, gốc lên 33 tập. Hoãn 3 tập phát sóng vào ngày 27 - 29 tháng 1 vì do dịp Tết Nguyên Đán Ất Tỵ 2025. Sản xuất năm 2021. | Phát lại phim Mẹ ác ma, cha thiên sứ (22 tập) ra mắt lần đầu tiên trên kênh K+ vào năm 2021, gốc lên 33 tập. Hoãn 3 tập phát sóng vào ngày 27 - 29 tháng 1 vì do dịp Tết Nguyên Đán Ất Tỵ 2025. Sản xuất năm 2021. | Phát lại phim Mẹ ác ma, cha thiên sứ (22 tập) ra mắt lần đầu tiên trên kênh K+ vào năm 2021, gốc lên 33 tập. Hoãn 3 tập phát sóng vào ngày 27 - 29 tháng 1 vì do dịp Tết Nguyên Đán Ất Tỵ 2025. Sản xuất năm 2021. | Phát lại phim Mẹ ác ma, cha thiên sứ (22 tập) ra mắt lần đầu tiên trên kênh K+ vào năm 2021, gốc lên 33 tập. Hoãn 3 tập phát sóng vào ngày 27 - 29 tháng 1 vì do dịp Tết Nguyên Đán Ất Tỵ 2025. Sản xuất năm 2021. | Phát lại phim Mẹ ác ma, cha thiên sứ (22 tập) ra mắt lần đầu tiên trên kênh K+ vào năm 2021, gốc lên 33 tập. Hoãn 3 tập phát sóng vào ngày 27 - 29 tháng 1 vì do dịp Tết Nguyên Đán Ất Tỵ 2025. Sản xuất năm 2021. | Phát lại phim Mẹ ác ma, cha thiên sứ (22 tập) ra mắt lần đầu tiên trên kênh K+ vào năm 2021, gốc lên 33 tập. Hoãn 3 tập phát sóng vào ngày 27 - 29 tháng 1 vì do dịp Tết Nguyên Đán Ất Tỵ 2025. Sản xuất năm 2021. |

### Phim thứ Năm - thứ Sáu
Những bộ phim này phát sóng từ 21:40 đến 22:30 thứ Năm và thứ Sáu trên kênh VTV3.
| Thời gian                                  | Tên | Số tập | NSX | Đoàn phim | Bài hát chủ đề | Thể loại | Ghi chú |
| ------------------------------------------ | --- | --- | --- | --- | --- | --- | --- |
| 25 tháng 1 - 22 tháng 3                    | Gặp em ngày nắng | 16 | VFC | Nguyễn Đức Hiếu (đạo diễn); Lại Phương Thảo, Chu Hồng Vân (biên kịch); Đình Tú, Anh Đào, Lan Hương 'Bông', Thanh Quý, Việt Thắng, Lưu Huyền Trang, Vũ Thanh Tú, Quốc Trị, Mai Hương, Xuân Trường, Tiến Quang, Vũ Mai Huê, Bùi Gia Nghĩa, Cù Thị Trà, Tiến Huy, Quốc Huy, Diệp Bích, Tú Lan, Ngọc Vân, Yến My, Trần Trung Kiên, An Chinh... | | Lãng mạn, gia đình | Hoãn 2 tập vào ngày 8 - 9 tháng 2 để phát sóng các chương trình dịp Tết Nguyên Đán Giáp Thìn 2024. Sản xuất dịp Tết Nguyên Đán Giáp Thìn 2024. Tên cũ: Tia nắng của mùa xuân.                               |
| 28 tháng 3 - 21 tháng 6                    | Người một nhà | 26 | VFC | Trịnh Lê Phong (đạo diễn); Lê Huyền (biên kịch); Trần Quốc Trọng, Vân Dung, Hà Việt Dũng, Tuấn Tú, Thanh Hương, Duy Hưng, Phạm Tuấn Anh, Quỳnh Châu, Hoàng Du Ka, Hồng Liên, Hoàng Huy, Gia Linh, Trần Bảo Nam, Nguyễn Tú, Tiến Việt, Tiến Ngọc...                                                                                         | | Gia đình, tội phạm | Tên cũ: Nhà có hai anh em. |
| 27 tháng 6 - 1 tháng 11                    | Sao Kim bắn tim sao Hỏa | 36 | VFC | Bùi Quốc Việt (đạo diễn); Lại Phương Thảo, Tiết Kim Oanh, Mai Búp (biên kịch); Tiến Lộc, Diễm Hằng, Mạnh Quân, Minh Thu, Quang Minh, Bích Ngọc, Phú Đôn, Minh Cúc, Huỳnh Hồng Loan, Hàn Trang, Hồng Liên, Lý Chí Huy, Hoàng Linh Chi, Bảo Anh, Nguyễn Thanh Bình, Trần Vân...                                                              | Em không được phép buồn rầu Sáng tác & thể hiện: kis Lần đầu tiên Sáng tác: Emmce L Thể hiện: Emmce L ft Muộii                                                                                              | Hài hước, hôn nhân, tình cảm | Hoãn 2 tập phát sóng vào ngày 25 - 26 tháng 7 do sự kiện đặc biệt. Tên cũ: Chồng nhà người ta. |
| 7 tháng 11 - 6 tháng 12                    | Phát lại phim Đi về phía lửa (10 tập) ra mắt lần đầu tiên trên kênh K+ vào năm 2024. | Phát lại phim Đi về phía lửa (10 tập) ra mắt lần đầu tiên trên kênh K+ vào năm 2024. | Phát lại phim Đi về phía lửa (10 tập) ra mắt lần đầu tiên trên kênh K+ vào năm 2024. | Phát lại phim Đi về phía lửa (10 tập) ra mắt lần đầu tiên trên kênh K+ vào năm 2024. | Phát lại phim Đi về phía lửa (10 tập) ra mắt lần đầu tiên trên kênh K+ vào năm 2024. | Phát lại phim Đi về phía lửa (10 tập) ra mắt lần đầu tiên trên kênh K+ vào năm 2024. | Phát lại phim Đi về phía lửa (10 tập) ra mắt lần đầu tiên trên kênh K+ vào năm 2024. |
| 12 tháng 12 năm 2024 - 14 tháng 2 năm 2025 | Phát lại phim Nhà mình lạ lắm (12 tập) ra mắt lần đầu tiên trên kênh K+ vào năm 2023, gốc lên 18 tập. Hoãn 2 tập phát sóng vào ngày 30 - 31 tháng 1 vì do dịp Tết Nguyên Đán Ất Tỵ 2025. Sản xuất năm 2023. | Phát lại phim Nhà mình lạ lắm (12 tập) ra mắt lần đầu tiên trên kênh K+ vào năm 2023, gốc lên 18 tập. Hoãn 2 tập phát sóng vào ngày 30 - 31 tháng 1 vì do dịp Tết Nguyên Đán Ất Tỵ 2025. Sản xuất năm 2023. | Phát lại phim Nhà mình lạ lắm (12 tập) ra mắt lần đầu tiên trên kênh K+ vào năm 2023, gốc lên 18 tập. Hoãn 2 tập phát sóng vào ngày 30 - 31 tháng 1 vì do dịp Tết Nguyên Đán Ất Tỵ 2025. Sản xuất năm 2023. | Phát lại phim Nhà mình lạ lắm (12 tập) ra mắt lần đầu tiên trên kênh K+ vào năm 2023, gốc lên 18 tập. Hoãn 2 tập phát sóng vào ngày 30 - 31 tháng 1 vì do dịp Tết Nguyên Đán Ất Tỵ 2025. Sản xuất năm 2023. | Phát lại phim Nhà mình lạ lắm (12 tập) ra mắt lần đầu tiên trên kênh K+ vào năm 2023, gốc lên 18 tập. Hoãn 2 tập phát sóng vào ngày 30 - 31 tháng 1 vì do dịp Tết Nguyên Đán Ất Tỵ 2025. Sản xuất năm 2023. | Phát lại phim Nhà mình lạ lắm (12 tập) ra mắt lần đầu tiên trên kênh K+ vào năm 2023, gốc lên 18 tập. Hoãn 2 tập phát sóng vào ngày 30 - 31 tháng 1 vì do dịp Tết Nguyên Đán Ất Tỵ 2025. Sản xuất năm 2023. | Phát lại phim Nhà mình lạ lắm (12 tập) ra mắt lần đầu tiên trên kênh K+ vào năm 2023, gốc lên 18 tập. Hoãn 2 tập phát sóng vào ngày 30 - 31 tháng 1 vì do dịp Tết Nguyên Đán Ất Tỵ 2025. Sản xuất năm 2023. |